# 奧爾索亞岩
62°17′39″S 59°31′32″W / 62.29417°S 59.52556°W

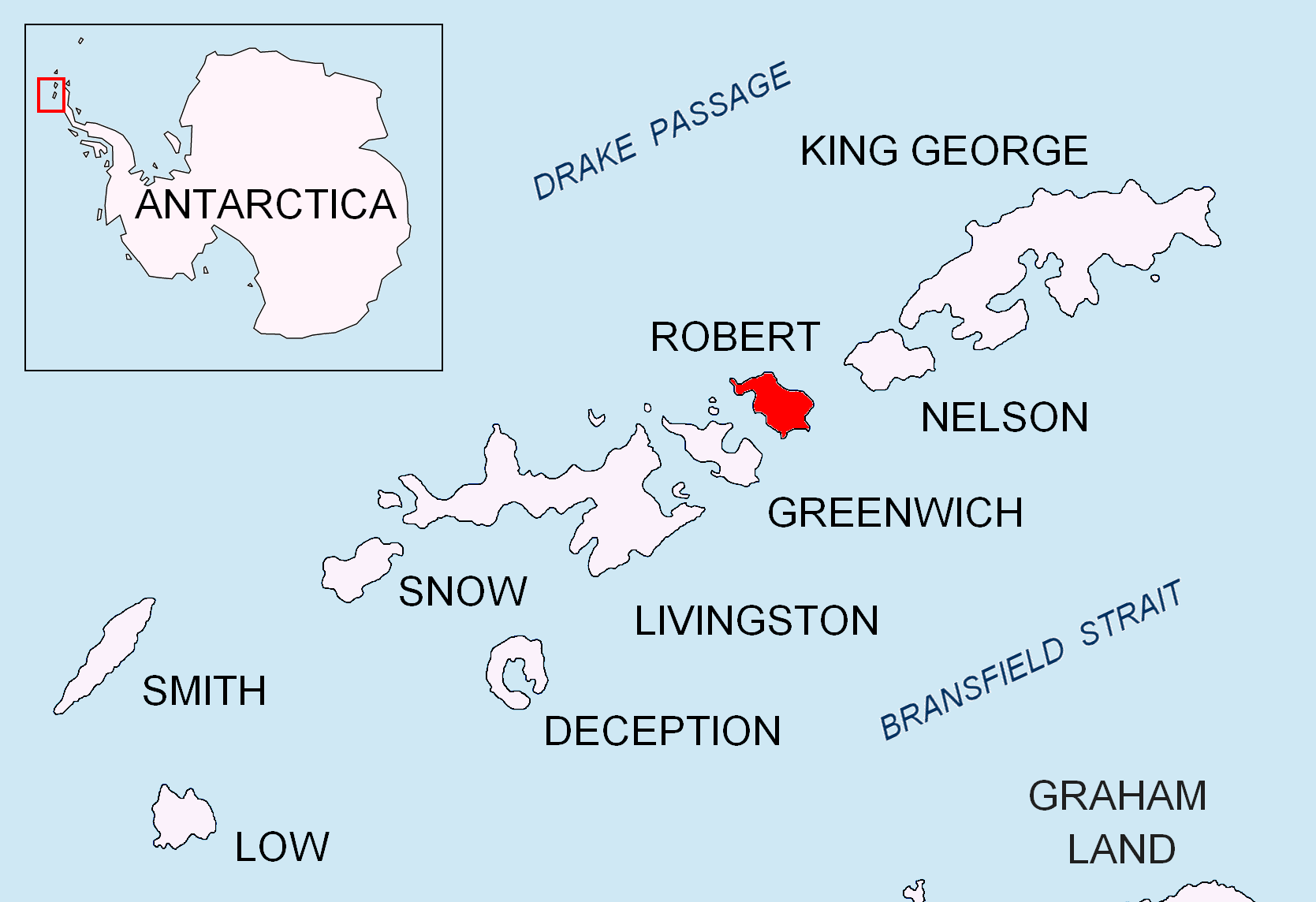

奧爾索亞岩（Orsoya Rocks），是南極洲的岩石，位於南設得蘭群島的羅伯特島北岸，處於梅洛納岩西北面、米列夫岩東北面和奧帕卡岩東北面，長0.65公里、寬0.5公里，以保加利亞西北部城鎮命名，現時由南極條約體系管理。